# Miren Ortubay Fuentes
Olhem Ortubay Fontes  (Vitoria-Gasteiz, 1958) é uma advogada, criminóloga, doutora em Direito Penal e professora na Universidade do País Basco especialista em violência de género e nos direitos das pessoas presas.